# Ганкевич, Климентий Николаевич
Климентий Николаевич Ганкевич (укр. Климентій Миколайович Ганкевич, (2 сентября 1842, с. Настасов (ныне Тернопольского района Тернопольской области Украина — 14 ноября 1924, Черновцы) — украинский филолог, лингвист, писатель, этнограф, переводчик, первый преподаватель украинского языка и литературы в Черновицком университете, один из наиболее ярких представителей галицких философов-идеалистов. Доктор философии.

## Биография
Окончил Бережанскую гимназию, затем в 1866 году — семинарию УГКЦ во Львове. Затем учился в университете им. Яна-Казимира во Львове. Затем работал учителем в школах Перемышля, Станиславова, Бережан, Черновцов. Вёл активную общественно-культурную деятельность, был членом общества «Русьская беседа» и «Буковинская русьская рада».
В 1875—1887 годах трудился секретарём, а затем преподавателем украинской литературы и философии в Черновицком университете.
Основал и руководил академическим университетским обществом «Союз». В 1887 г. редактировал религиозную газету «Мир».

## Научная деятельность
Выступал против материализма с позиций консервативного (старого) гегельянства. Учение Гегеля считал вершиной философской мысли, наиболее подходящим для обоснования веры в Бога. Основную задачу философии видел в примирении науки с религией, разума с верой, в объединении их. Постулировал наличие украинской философии с её собственной историей.
В Галичине в конце XIX века Климентий Ганкевич опубликовал ряд работ по философии. Сыграл заметную роль в формировании национальной философской терминологии. Сотрудничал с рядом периодических изданий Восточной Галичины.
В 60-х годах XIX в. Ганкевич принадлежал к движению украинофилов, позже охотно публиковался и в руссофильской прессе.
Основные научные вопросы, разработкой которых занимался Ганкевич, касаются истории философии, психологии, эстетики, христианской теологии и философского анализа языка.
В своих работах по истории философии Ганкевич выступает оригинальным автором и является по мнению современных украинских исследователей своего рода новатором. Его вклад заключается в исследовании развития философии славянских народов, прежде всего на Украине (в Галичине), в Польше и Чехии.
Ганкевич придерживался мнения, что с середины XIX в. именно славянская философия продолжала развитие гегелевской историко-философской концепции, и таким образом отвергал пангерманскую концепцию в истории философии.
Большой вклад Ганкевича в развитие философской терминологии, так как свои труды он публиковал на родном украинском (русинском) языке.

## Сочинения
Автор трудов:
- Основные черты славянской философии. Краков, 1869;
- История и критика материализма и дарвинизма. 1877;
- Кôлька мыслей из философіи. «Правда», Львів. 1868, № 14-15, № 18-20, № 45-47.
- Психологія. 1868;
- Про народну філософію малорусинів. 1875;
- До питання вивчення українського наголосу. 1877;
- Найновіший філософський рух у слов’ян. 1880;
- Реалізм у літературі і науці. 1882;
- До питання народної етимології в українській мові. 1888.